# The Pawn of Fate
The Pawn of Fate is een Amerikaanse dramafilm uit 1916 onder regie van Maurice Tourneur. De film is wellicht zoekgeraakt.

## Verhaal
De Parijse kunstenaar André Lesar ontdekt dat de Normandische landbouwer Pierre Dufrene een getalenteerd schilder is. Hij haalt Pierre en zijn echtgenote Marcine naar Parijs, waar ze worden gefêteerd door de beau monde. Terwijl Pierre zich toelegt op stillevens, maakt André zijn vrouw het hof. Wanneer hij hen samen aantreft, dreigt Pierre ermee zijn ontdekker te vermoorden. André kan op tijd ontkomen en Pierre keert vlug terug naar Normandië met Marcine.

## Rolverdeling
| Acteur             | Personage       |
| ------------------ | --------------- |
| George Beban       | Pierre Dufrene  |
| Doris Kenyon       | Marcine Dufrene |
| Charles W. Charles | Vader Dufrene   |
| John Davidson      | André Lesar     |
| Johnny Hines       | Giradot         |
| Alec B. Francis    | Pastoor Paul    |
| Mary Booth         | Suzanne         |